# The Downward Spiral
| 전문가 평가          | 전문가 평가 |
| 평가 점수            | 평가 점수   |
| 출처                 | 점수        |
| -------------------- | ----------- |
| Chicago Tribune      | [ 1 ]       |
| Entertainment Weekly | B+          |
| Los Angeles Times    | [ 3 ]       |
| NME                  | 4/10        |
| Rolling Stone        | [ 5 ]       |
| USA Today            | [ 6 ]       |

《The Downward Spiral》은 미국의 인더스트리얼 록 밴드 나인 인치 네일스의 두 번째 스튜디오 음반으로, 1994년 3월 8일, 미국의 낫씽 레코드와 유럽의 아일랜드 레코드에 의해 발매되었다. 남성의 남성혐오적 "하향 나선형"이 시작되는 순간부터 자살의 한계점까지 자멸하는 모습을 담은 콘셉트 음반이다. 이 음반은 상업적인 성공을 거두었고, 1990년대 음악계에서 나인 인치 네일스를 명성 있는 세력으로 확립했으며, 사운드는 널리 모방되었고, 밴드는 언론의 관심과 다수의 영예를 얻었다.
밴드의 프론트맨 트렌트 레즈너는 1969년 맨슨 패밀리 구성원들에 의해 여배우 샤론 테이트가 살해된 장소인 로스앤젤레스 베네딕트 캐니언의 10050 시엘로 드라이브로 이사했다. 이 곳은 다른 음악가들의 협업으로 《Broken》 EP (1992년)와 그 후 《The Downward Spiral》을 녹음하기 위한 스튜디오로 바뀌었다. 이 음반은 신스팝에 영향을 받은 밴드의 데뷔 음반인 《Pretty Hate Machine》 (1989년)과 대조적으로 인더스트리얼 록, 테크노, 헤비 메탈 및 앰비언트 사운드스케이프의 요소를 특징으로 한다. 레즈너는 데이비드 보위의 《Low》와 핑크 플로이드의 《The Wall》의 자기성찰과 분리의 주제와 질감과 공간에 초점을 맞춘 것에 강한 영향을 받았다.
《The Downward Spiral》은 음악 평론가들과 청중들에게 1990년대의 가장 중요한 음반 중 하나로 여겨져 왔으며, 비록 가사의 일부로 사회보수주의자들에 의해 선정되기는 했지만, 연마적이고 절충적인 성격과 어두운 주제로 칭찬을 받았다. 이 음반은 홍보 싱글인 〈Piggy〉와 〈Hurt〉 외에도 두 개의 리드 싱글인 〈March of the Pigs〉와 〈Closer〉를 발매했다. 리드 싱글에는 뮤직 비디오가 동반되었는데, 전자는 두 번 촬영했고 후자는 심하게 검열되었다. 《Further Down the Spiral》이라는 제목의 리믹스 음반이 1995년에 발매되었다.

## 배경
레즈너는 나인 인치 네일스가 롤라팔루자 축제 투어의 라인업에서 뛰면서 점점 소외감과 무관심을 느낀 후 《The Downward Spiral》을 구상했다. 이 밴드의 콘서트는 멤버들이 공격적으로 행동하고, 부상을 입으며, 악기를 파괴하고, 무대를 오염시키는 급진적인 무대 역학으로 유명했다. 레즈너는 TVT 레코드와 불화를 겪기 시작했고, 그 결과 그는 인터스코프 레코드의 자회사로 전 매니저 존 말름 주니어와 낫씽 레코드를 공동 설립했다. 동시에, 그는 인간성에 반기를 들고 자살을 시도하기 전에 신을 죽이는 한 남성의 삶과 죽음에 초점을 맞춘 《The Downward Spiral》의 개념을 구체화하기 시작했다. 레즈너는 종종 마약 중독과 우울증으로 어려움을 겪었고, 음반의 주제들은 점차 그의 생활 상황을 우화시켰다. 그의 동료들은 어느 시점에서 그에게 항우울제 프로작을 추천했지만, 그는 약물 치료를 거부했다.
레즈너는 비록 음악적 방향에 대해서는 확신할 수 없지만, 분위기, 질감, 자제력, 섬세함을 강조하면서 이 음반의 사운드가 《Broken》의 마모에서 벗어나길 원했다. 음반의 제작은 "풀 레인지" 사운드를 목표로 하기로 결정되었고, 그는 인식 가능한 사운드 팔레트를 가진 기타나 신시사이저의 전통적인 사용을 피하면서 질감과 공간에 집중했다.  그 후, 그는 주로 매킨토시 컴퓨터로 작업했는데, 컴퓨터의 음악 편집기 프로그램을 사용하여 사운드 디자인의 한 형태로 트랙의 주파수를 분석하고 반전시켰다.

## 곡 목록
모든 곡들은 트렌트 레즈너에 의해 작사/작곡하였다.
| #   | 제목                    | 재생 시간 |
| --- | ----------------------- | --------- |
| 1.  | 〈Mr. Self Destruct〉   | 4:31      |
| 2.  | 〈Piggy〉               | 4:24      |
| 3.  | 〈Heresy〉              | 3:54      |
| 4.  | 〈March of the Pigs〉   | 2:59      |
| 5.  | 〈Closer〉              | 6:14      |
| 6.  | 〈Ruiner〉              | 4:58      |
| 7.  | 〈The Becoming〉        | 5:31      |
| 8.  | 〈I Do Not Want This〉  | 5:41      |
| 9.  | 〈Big Man with a Gun〉  | 1:36      |
| 10. | 〈A Warm Place〉        | 3:22      |
| 11. | 〈Eraser〉              | 4:53      |
| 12. | 〈Reptile〉             | 6:52      |
| 13. | 〈The Downward Spiral〉 | 3:58      |
| 14. | 〈Hurt〉                | 6:16      |

## 인증
| 국가                       | 인증        | 판매량/출하량 |
| -------------------------- | ----------- | ------------- |
| 오스트레일리아 (ARIA)      | 골드        | 35,000^       |
| 캐나다 (뮤직 캐나다)       | 3× 플래티넘 | 300,000^      |
| 영국 (BPI)                 | 골드        | 100,000^      |
| 미국 (RIAA)                | 4× 플래티넘 | 3,700,000     |
| ^출하량을 기반으로 한 인증 |             |               |